# Chlorurus oedema
Chlorurus oedema és una espècie de peix de la família dels escàrids i de l'ordre dels perciformes.

## Morfologia
Els mascles poden assolir els 42 cm de longitud total.

## Distribució geogràfica
Es troba des de Sri Lanka fins a les Filipines i les Illes Ryukyu.